# Апстракција (објектно-оријентисано програмирање)
У програмирању, апстракција се огледа у одабиру параметара приликом моделовања предмета или појмова који су битни за даљу обраду. Конкретније, у објектно-оријентисаном програмирању се односи на могућност да се дата класа прогласи за апстрактну класу.

## Објашњење
Под апстракцијом се подразмева занемаривање небитних детаља објеката у зависности од потреба. Приликом описивања неког система, апстракција бeлежи само оне његове особине које могу имати значај за даљи рад, тако да се програмер фокусира на мање концепата у току рада. Приликом апстраховања, апстракција мора бити добро дефинисана тако да остале апстракције могу бити изведене из ње. У објектно-оријентисаном програмирању, апстракције су најчешће репрезентоване управо класама.
На пример, за програм који бележи учлањење људи у библиотеке, од свих особина сваког члана, потребни су само лични подаци попут имена, адресе и броја личне карте, док остале особине нису од интереса за рад програма. На основу тога се може формирати и задата класа Члан која би имала те податке, са неки својим методама попут УпишиЧлана и слично, у зависности од потреба програма:
```
class
 
Clan
 
{
 
//Класа члана библиотеке

public
:

   
Clan
(
strin
 
i
,
 
string
 
a
,
 
int
 
b
)
 
:
 
ime
(
i
),
 
adresa
(
a
),
 
BRLK
(
b
)
 
{
 
upisan
 
=
 
false
;
 
}
 
//Конструктор

   
void
 
upisiClana

 
{
 
upisan
 
=
 
true
;
 
}

   
void
 
ispisiClana

 
{
 
upisan
 
=
 
false
;
 
}

   
friend
 
ostream
&
 
operator
<<
(
ostream
&
 
os
,
 
const
 
Clan
&
 
c
)
 
{
 

          
os
 
<<
 
c
.
ime
 
<<
 
' '
 
<<
 
c
.
adresa
 
<<
 
' '
 
<<
 
c
.
BRLK
;

          
if
 
(
c
.
upisan
)
 

              
os
 
<<
 
" upisan"
;

          
else
 

              
os
 
<<
 
" nije upisan"
;

          
return
 
os
;

   
}

private
:

   
string
 
ime
,
 
adresa
;

   
int
 
BRLK
;

   
bool
 
upisan
;

};

```

Изнад је класа написана на програмском језику C++.
Дакле, била нам је потребна класа преко које би утврдили који члан је уписан и који су његови подаци. Због тога су нам од интереса били само ти одређени атрибути, што представља апстракцију у овом случају.

## Апстракција у објектно-оријентисаним језицима
Као што је речено, апстракција се исказује кроз класе које користе готово сви објектно-оријентисани језици. Што се тиче језика попут C++ и Java, апстракција се огледа и кроз могућност стварања апстрактних класа. Апстрактне класе су такве да се не могу инстанцирати, односно не могу се стварати објектни који су типа тих класа. Користе се да би се из њих даље могле извести конкретне класе које се могу инстанцирати.
Пример за апстрактне класе би била класа геометријских тела. За апстрактан појам геометријска фигура, нема смисла питати колика јој је површина. Ипак, како постоје разне геометријске фигуре попут правоугаоника и кругова, а њима се може израчунати површина, тада би у конкретној класи геометријских фигура таква метода била проглашена за апстрактном методом (abstract method) или чистом виртуелном методом (pure virtual method). Ово је омогућено у програмским језицима попут C++, па се у свакој изведеној класи та метода наслеђује и може се изменити и поново дефинисати. У програмском језику C++ ово се постиже тако што се у класи да само декларација методе, без дефиниције и на њу дода '= 0', а сама метода је виртуелна са модификатором 'virtual' на почетку декларације. Када класа поседује бар једну апстрактну методу, тада је она апстрактна класа.
Пример за апстрактну класу у програмском језику C++ би био:
```
class
 
Osn
 
{
 
//Апстрактна класа

public
:

   
virtual
 
void
 
g
;
 
//Обична виртуелна метода

   
virtual
 
void
 
f

 
=
 
0
;
 
//Апстрактна метода

};

```